# Mugur Bolohan
Cristian Mugur Bolohan est un footballeur international roumain né le 28 mai 1976 à Suceava. Il s'est reconverti comme entraîneur.

## Carrière
- 1993-1995 : National Bucarest  Roumanie
- 1995-2000 : FC Rapid Bucarest  Roumanie
- 2000-2003 : Dinamo Bucarest  Roumanie
- 1999-2003 : Vitesse Arnhem  Pays-Bas
- 2002-2003 : FCM Bacau  Roumanie
- 2003-2004 : Dinamo Bucarest  Roumanie
- 2003-2004 : Universitatea Craiova  Roumanie
- 2004-2007 : Nea Salamina  Chypre

## Palmarès
Rapid Bucarest
- Champion de Roumanie en 1999.
- Vainqueur de la Coupe de Roumanie en 1998.
- Vainqueur de la Supercoupe de Roumanie en 1999.

 Dinamo Bucarest
- Champion de Roumanie en 2002 et 2004.
- Vainqueur de la Coupe de Roumanie en 2001 et 2003.